# Кузибаева, Фазилат
Фазилат Кузибаева — советский хозяйственный и государственный деятель, лауреат Государственной премии СССР за выдающиеся достижения в труде.

## Биография
Родилась в 1930 году на территории современного Алтыарыкского района Ферганской области. Член КПСС.
В 1948—1985 годах — хлопкороб, шелковод, звеньевая шелководческого звена колхоза имени Энгельса Алтыарыкского района Ферганской области Узбекской ССР.
За десятую пятилетку звено Кузибаевой собрало 2 700 килограммов коконов тутового шелкопряда.
За увеличение валового производства высококачественной продукции животноводства на основе применения прогрессивной технологии, изыскания и использования внутренних резервов была в составе коллектива удостоена Государственной премии СССР за выдающиеся достижения в труде 1980 года.
Жила в Ферганской области Узбекистана.

## Награды
- Орден Ленина
- Орден Трудового Красного Знамени